# Comté d'Aust-Agder
Le comté d’Aust-Agder (Aust-Agder fylke en norvégien) est un ancien comté norvégien situé au sud du pays. Il est voisin des comtés de Telemark, Rogaland et Vest-Agder. Il comptait en 2003 103 374 habitants, soit 2,2 % de la population norvégienne. Son centre administratif se situe à Arendal.

## Informations générales
Environ 77 % des habitants vivent sur le littoral. L’activité touristique y est importante, Arendal et les autres villes côtières constituant des lieux agréables à visiter.

## Communes
Le comté d’Aust-Agder est subdivisé en 15 communes (Kommuner) au niveau local :
- Åmli
- Arendal
- Birkenes
- Bygland
- Bykle
- Evje og Hornnes
- Froland
- Gjerstad
- Grimstad
- Iveland
- Lillesand
- Risør
- Tvedestrand
- Valle
- Vegårshei